# Memorial de Alpendorada
O Memorial de Alpendorada é um monumento comemorativo situado em Alpendurada, no município de Marco de Canaveses em Portugal.
Em 1910 foi classificado como monumento nacional.